# Blechmühle (Kirchenthumbach)
Blechmühle ist ein Ortsteil des Oberpfälzer Marktes Kirchenthumbach im Landkreis Neustadt an der Waldnaab.

## Geschichte
Der Weiler Blechmühle (früher Hammermühle) ist seit 1300 urkundlich nachgewiesen. Dort wurde, wie der Name Blechhammer sagt, das Halbfabrikat Blech hergestellt. Der Hammer wurde vom Wasser des Thumbachs, einem rechten Nebenfluss der Creußen, betrieben.
In dem Hammerbrief von 1438 wurde als Inhaber Niklas Schmucker genannt, der das Hammergut an seinen Sohn Michael Schmucker übergab. In dem Hammerbrief wurde dem Hammerherrn auch die niedere Gerichtsbarkeit über sein Hammervolk zugesprochen.
1607 wurde auf der „Plechmühl“ Michael Schwindl genannt. Er klagte gegen den Forstmeister von Eschenbach, da dieser ihm das benötigte Holz zum Betrieb des Werkes nicht unentgeltlich zur Verfügung stellen wollte, obwohl ihm dies nach dem Hammerbrief zustand. Der Streit ging darauf zurück, dass zu der damaligen Zeit das Werk nur eine Mühle und kein Hammer war, weshalb die Weigerung des Forstmeisters auch gerichtlich anerkannt wurde. 1640 hat der Thumbacher Bürger Hanns Thomas Mendl die „anno 1634 durch die Feindsvölker abgebrannte ödliegende und verwüstete Plechmühl käuflich … erwerben versucht“, was ihm auch zugestanden wurde. Allerdings verwüsteten 1641 die Soldaten den Ort. 1643 erbot sich ein Thumbacher Bürger namens Mertz, eine Wohnung und einen Mahlgang zu errichten und die Felder wieder zu bebauen, damit bei einem Verkauf die auf dem Betrieb lastenden Schulden des Mendl abgetragen werden konnten. Dies wurde ihm am 23. September 1644 genehmigt. Metz teilte sich das Objekt mit Schwemmer und beide richteten die Mühle mit zwei Mahlgängen, Stadel und Stallung wieder auf und betrieben sie. Um 1700 erheiratete Hans Schuller von Eschenbach den Metz’schen Teil. Allerdings traten Streitigkeiten wegen der Betriebsaufteilung zutage, die sich auch in der nächsten Generation fortsetzten. Bei seinem Tod vermachte Hans Schuller seinen Besitz je zur Hälfte seinem Sohn Lorenz und seinem Stiefsohn Hans Baier. Letzteren sollte Lorenz auszahlen; am 13. Februar 1733 gelangte der Anteil an Lorenz Schuller. Allerdings traten die Rechtsstreitigkeiten mit den Erben von Schwemmer wieder auf. Dieser hatte 1729 geklagt, dass rechtswidrig „ein Hauptgut oder Corpus zertrennet und separiert werde“. 1739 wurde deshalb Lorenz Schuller vom Pflegamt Eschenbach befohlen, die Mühle zu verlassen. Aus nicht bekannten Gründen kam es aber anders. Seit 1698 ist das dortige Mühlenwerk am Thumbach im Besitz der Familie Schuller. Das frühere Hammerwerk ist im Dreißigjährigen Krieg abgegangen.
1828 wurde dort eine Mahlmühle neu errichtet. Heute arbeitet das Werk mit einer Wasserturbine und erzeugt Roggen- und Weißmehle. Ein Teil wird im eigenen Betrieb, der Bäckerei Schuller, verarbeitet.